# 고카시와바라 천황
고카시와바라 천황(일본어: 後柏原天皇, 1464년 11월 19일 ~ 1526년 5월 18일)은 제104대 일본 천황이다. 그는 1500년 11월 16일부터 1526년 5월 19일까지 다스렸다. 그의 개인 이름은 가쓰히토였다. 그의 치세는 아시카가 쇼군 시대의 황실 권위의 최저점을 기록하였다. 호칭의 유래는 50대 천황 간무 천황(桓武天皇)의 별칭인 가시와바라노미카도(柏原帝)에서 따왔다.
그는 고쓰치미카도 천황의 장남이었다. 그의 어머니는 니와카(후지와라) 아사코였다. 그녀는 니와타 나가카타의 딸이었다.

## 고카시와바라 천황 인생의 사건
1500년 그는 그의 아버지 고쓰지미카도 천황의 사망 후에 즉위하였다. 그러나 오닌의 난 후 후유증으로 황실가족들은 매우 빈곤하였다. 황실의 권위는 저점으로 떨어졌다.
- 분키 1년 (1501) 이전의 쇼군 아시카가 요시무라는 추방되었다. 그리고 수오 지방으로 은퇴하였다. 이전의 천황은 그곳의 다이묘의 집에서 유배 생활을 하였다. 그는 그의 이름을 아시카가 요시타네라 바꾸었다. 그는 많은 세상과 함께하였고 그리고 서부 제국의 군사력을 그에게 도움이 되게 소환되었다. 호소카와 마쓰모토는 기내의 부(府)들의 제후였다.

- 분키 2년 (1502) 7월 미나모토 요시타네는 4클라스 쿠게(供華) 사무관의 2번째 층으로 승진하였다. 그리고 그는 그에 대해 천황에 감사를 표하였다. 같은 달 아시카가 요시타카는 이름을 요시즈미로 개명하였다.

- 분키 3년(1503) 이 해 여름에 심한 가뭄이 있었다.

- 에이쇼 1년(1504년) 기아가 심하였다.

- 에이쇼 5년(1508년) 미야코에 반란이 있었고 호소가와 마사토의 암살은 이전 쇼군 아시카가 요시타네에게 용기를 주었다. 그는 이것이 다시 미야코를 차지할 기회라고 믿었다. 그는 군대를 조직하여 수도로 진군하였다.

- 에이쇼 5년 6월 그는 미야코 거리를 다시 한번 지배하였다.

1508년에 시작하여 요시타네는 무로마치 시대 10번째 쇼군으로 알려져 있다.
- 다이에이 5년 1월 1일(1525) 왕궁의 모든 기념식이 취소되었다. 왜냐하면 그것을 지원할 자금이 부족하였기 때문이었다.

- 다이에이 6년 (1525) 4월 7일 고카시와바라 천황이 63세로 사망하였다. 그는 26년간 다스렸다. 즉, 그의 치세는 연호 분키에 3년 에이쇼에 17년 , 다이에이에 6년간 지속되었다. 천황은 그의 도서관에서 시신으로 발견되었다.

## 가계도
- 텐지 : 부라쿠몬인(豊樂門院) 가쥬지(후지와라) 후지코(토우시) (勸修寺(藤原) 藤子, 1464 ~ 1535)
  - 장녀 : 카쿠친 여왕(覺鎭女王, 1486 ~ 1550)
  - 장남 : ? - 조졸.
  - 차남 : 시루히토 친왕(知仁親王) - (고나라 천황)
  - 5남 : 키요히코 친왕(淸彦親王) 또는 손친 법친왕(尊鎭法親王, 1504 ~ 1550)
- 텐지 : 니와타(미나모토) 미나코(겐시) (庭田(源) 源子)
  - 3남 : 카쿠토 법친왕(覺道法親王, 1500 ~ 1527)
  - 2녀 : 카쿠온 법친왕(覺音女王, 1506 ~ ?)
  - 6남 : 히로츠네 친왕(寬恒親王) 또는 겐인 법친왕(彦胤法親王, 1509 ~ 1536)
- 나이시 : 타카쿠라(후지와라) 츠구코(게이시) (高倉繼子)
  - 4남 : 도키(道喜, 1503 ~ 1530)

## 같이 보기
- 일본 천황